# 利靈頓 (北卡羅萊納州)
利靈頓（英語：Lillington）是一個位於美國北卡羅萊納州哈尼特縣的城鎮。同時該地也是哈尼特縣的縣治。

## 人口
根據2020年美國人口普查的數據，利靈頓的面積為16.33平方千米，當中陸地面積為16.21平方千米，而水域面積為0.12平方千米。當地共有人口4735人，而人口密度為每平方千米290人。